# PGTalk
PGTalk為中華民國國產通訊軟體之一。

## 簡介
2020年吳宗憲投資通訊軟體PGTalk，並擔任第一任執行長，張景嵐為代言人。PGTalk的聊天功能雙方需加好友，可創建群組，訊息可以撤回，聊天貼圖能免費使用。PGT點數可用於消費、獲得利息、轉賬，轉賬無手續費。PGTalk用戶推薦他人註冊PGTalk，可以拿PGT點數。

## 爭議
2019冠狀病毒病於2021年5月在中华民国爆發，為了防疫，吳宗憲作為PGTalk執行長宣布給各區里長捐獻11萬個新冠肺炎快速篩檢試劑。陸續有里長質疑，認為申請過程太過繁瑣，要先下載PGTalk，還要拉里民加入群組落實實名制，恐怕有隱私問題。哪個里民群組人數多，哪個里就優先配發，發放數量等於群組人數。這種做法相當於要求里長教里民用PGTalk，且和其它7809個里捉對廝殺。聽聞後，吳宗憲大怒且準備提告，稱他真的花幾千萬準備快篩，“下載一下會死嗎？”
PGTalk負責人進一步解釋道，加入群組是為了持續關懷，方便溝通。食品藥物管理署指出，吳宗憲購買的快篩試劑是僅供醫事人員使用的，不宜捐給個人。